# Torsten Nilsson (finländsk jurist)
Karl Torsten Nilsson, född 9 januari 1889 i Uleåborg, död 2 november 1976 i Helsingfors, var en finländsk jurist.
Nilsson, som var son till överste Karl Axel Nilsson och Kaisi Elfving, blev student 1907, avlade rättsexamen 1910 och blev vicehäradshövding 1913. Han var kanslist vid Överstyrelsen för väg- och vattenbyggnaderna 1913–1918, blev extra justitierådman vid rådhusrätten i Helsingfors 1918, yngre justitierådman 1920, äldre justitierådman 1926 och var häradshövding i Lojo domsaga 1946–1959. Han var verksam som advokat 1913–1918 och adjungerad ledamot i Högsta domstolen 1929.